# Jaume Alenyar i Ginard

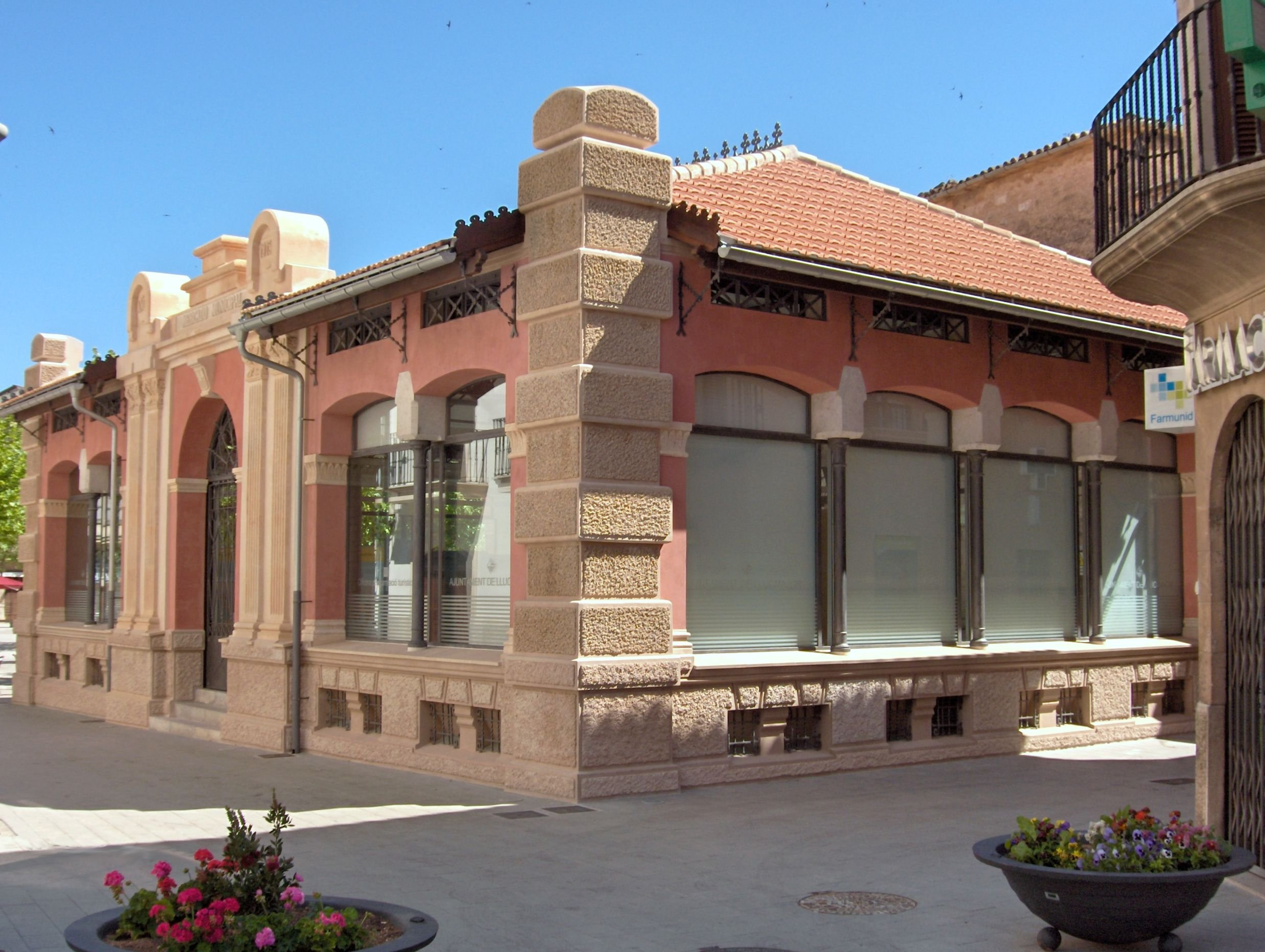
Mercat municipal de Llucmajor (1915)

Jaume Alenyar i Ginard (Palma, 1869-1945) fou un arquitecte mallorquí de la primera meitat del segle xx.
Alenyar es llicencià a Madrid i ben prest es convertí en un dels arquitectes més prolífics dels primers anys del segle xx. Els seus primers treballs seguien l'estil modernista, i evolucionà cap a formes eclèctiques i funcionals en la seva maduresa. Entre les seves obres en destaquen el Teatre Líric de Palma (1900) enderrocat el 1968 per construir-hi l'Hort del rei i l'Avinguda Antoni Maura,, les cases de Can Pomar i Can Maneu, el Mercat Municipal de Llucmajor (1915). Col·laborà també al Gran Hotel (1901), projectat per Lluís Domènech i Montaner, als magatzems l'Àguila (1908), dissenyats per Gaspar Bennàssar i Moner i a l'IES Ramon Llull (1916). Realitzà en total 215 projectes d'edificis. El 1912, redactà un projecte d'eixample de Palma, on preveia reformes al centre històric. Escriví diverses narracions curtes, de les quals publicà Duda cruel i El contrabandista y las cuevas de Mallorca en un sol volum, dedicades al president del Foment del Turisme.